# Testudo (constelación)
Testudo, la tortuga, es una raramente mencionada constelación cuyos orígenes son inciertos. La constelación de estrellas se ubicaba entre la cola de Cetus y Piscis, conformada por las estrellas 20, 27, 29, 30 y 33 Piscium. Testudo nunca encontró aceptación, por lo que rara vez es mencionada por los astrónomos.